# Schizomavella rudis
Schizomavella rudis är en mossdjursart som först beskrevs av Manzoni 1869.  Schizomavella rudis ingår i släktet Schizomavella och familjen Bitectiporidae. Inga underarter finns listade i Catalogue of Life.